# Rundfunkjahr 1927

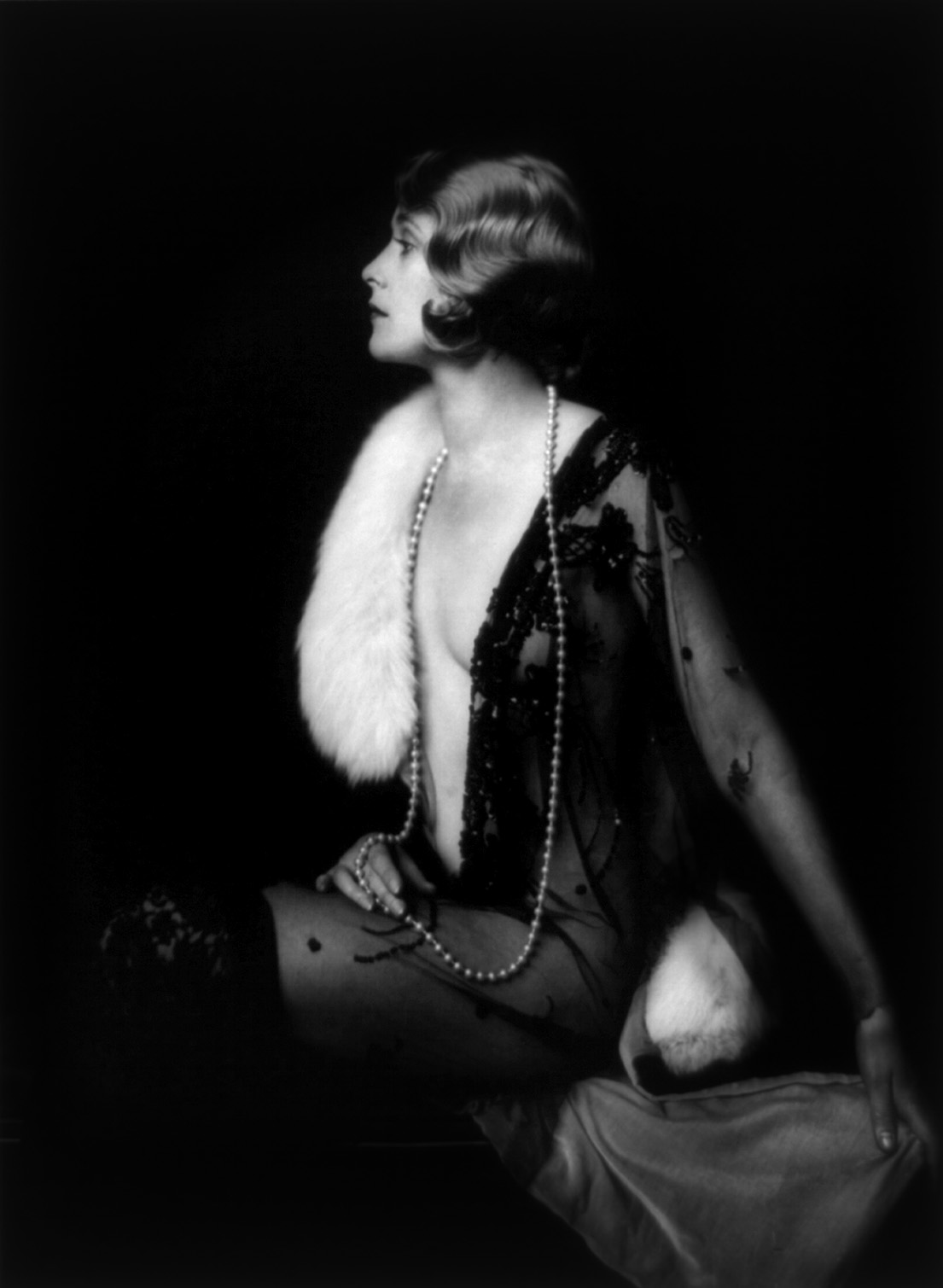
Muriel Finlay, eine der Tänzerinnen aus dem New Yorker Ziegfeld-Revuetheater. Aufnahme ca. 1927

Liste der Rundfunkjahre

◄ | 1923 | 1924 | 1925 | 1926 | Rundfunkjahr 1927 | 1928 | 1929 | 1930 | 1931 | ► | ►►

Weitere Ereignisse

## Allgemein
- Der sowjetische Mineraloge Leonid Alexejewitsch Kulik leitet eine bahnbrechende wissenschaftliche Expedition in das nur schwer zugängliche Tunguska-Gebiet in Sibirien, um die Auswirkungen des Tunguska-Ereignisses von 1908 zu untersuchen und zu dokumentieren.
- 20./21. Mai – Dem US-Amerikaner Charles Lindbergh gelingt die erste Alleinüberquerung des Atlantik ohne Zwischenlandung. Bertolt Brecht widmet dem aufsehenerregenden Ereignis zwei Jahre später seine Radiooper Der Ozeanflug.
- 15. Juli – Im Zuge von schweren Ausschreitungen mit fast hundert Toten bei einer Demonstration gegen das als ungerecht empfundene Schattendorfer Urteil kommt es in Wien zum Brand des Justizpalastes.
- 23. August – In Charlestown, Massachusetts werden Sacco und Vanzetti hingerichtet.

## Hörfunk
- 2. Januar – In Paris geht die erste religiöse Hörfunksendung (L'Evanglie par dessus les toîts) über den Äther.
- 23. Februar – US-Präsident Calvin Coolidge gründet in den USA die Federal Radio Commission, den Vorgänger der heutigen Federal Communications Commission.
- 6. Mai – In Istanbul nimmt die Türk Telsiz-Telefon Anonim Şirketi (etwa: „Türkische Drahtlose Telefongesellschaft“) den ersten regelmäßigen Hörfunkbetrieb der Türkei auf. Die Programme können aber erst von rund 2.000 im Land zur Verfügung stehenden Radioapparaten empfangen werden.[1]

## Fernsehen
- 7. April – Die Bell Laboratories übertragen mittels Telefonkabeln eine Rede von US-Wirtschaftsminister (und späteren Präsidenten) Herbert Hoover auf eine Distanz von 200 Meilen (ca. 321 km). Es ist dies die erste erfolgreiche Fernübertragung eines Fernsehsignals.
- 24. Mai – Der schottische Fernsehpionier John Logie Baird überträgt ein Fernsehsignal über Telefonkabel zwischen London und Glasgow.
- 7. September – Dem US-amerikanischen Erfinder und Fernsehpionier gelingt Philo Farnsworth mit Hilfe einer Kathodenstrahlröhre unter Laborbedingungen die Demonstration der Übertragung eines Bildes auf rein elektronischem Weg.

## Geboren
- 19. Februar – Hugo Portisch, österreichischer Print- und Fernsehjournalist, 1964 einer der Initiatoren des Rundfunkvolksbegehren, in den 1980er Jahren Gestalter und Präsentator der zeitgeschichtlichen Reihen Österreich II und Österreich I wird in Pressburg geboren († 2021).
- 15. März – Hanns Joachim Friedrichs, deutscher Fernsehjournalist und Moderator der ARD-Tagesthemen wird in Hamm geboren († 1995).
- 25. März – Herbert Fux, österreichischer Schauspieler und Politiker wird in Hallein geboren. Fux wird in den 1960er und 1970er Jahren für das Kino Rollen in so unterschiedlichen Genres wie Italowestern und Lederhosenfilmen spielen, bevor er in zahlreichen kleineren und größeren Rollen in Fernsehproduktionen wie Ein echter Wiener geht nicht unter, Der Bergdoktor, Kaisermühlen Blues oder Stockinger zu einem vielbeschäftigten Darsteller wird. († 2007)
- 9. Mai – Hans Daiber, deutscher Journalist und Autor wird in Breslau geboren. Er wird u. a. durch das Verfassen zahlreicher Hörspiele bekannt († 2013).
- 9. Mai – Wim Thoelke, deutscher Showmaster wird als Georg Heinrich Wilhelm Thölke in Mülheim an der Ruhr geboren († 1995).
- 9. Juni – Helmut Zilk, österreichischer Journalist, Politiker und ehemaliger (Fernseh-)Direktor des ORF wird in Wien geboren († 2008).
- 13. Juni – Klaus Höhne, deutscher Schauspieler, Hörspiel- und Synchronsprecher wird in Hamburg geboren. Er wird u. a. als Tatort-Kommissar Konrad in den 1970er Jahren bekannt werden († 2006).
- 16. Juni – Herbert Lichtenfeld, österreichischer Fernsehautor (Tatort, Die Schwarzwaldklinik) wird in Leipzig geboren († 2001).
- 23. Juni –  Utz Richter, deutscher Schauspieler und Hörspielsprecher wird in Olbendorf, Landkreis Strehlen (Niederschlesien) geboren († 2015).
- 25. Juli – Arminio Rothstein, österreichischer akademischer Maler, Puppenspieler und Puppenmacher (Clown Habakuk in Kinderserie Tobi und Tobias) wird in Wien geboren († 1994).
- 25. Juli – Bert Breit, österreichischer Komponist und Featureautor wird geboren († 2004).
- 2. September – Francis Matthews, britischer Schauspieler (u. a. Titelheld in  Paul Temple, deutsch-britische Fernsehserie von 1969 bis 1971) wird in York, England geboren († 2014).
- 16. September – Peter Falk, US-amerikanischer Schauspieler und Filmproduzent, wird in New York City geboren. Bekannt wird Falk vor allem durch die Rolle als Inspektor in der Krimiserie Columbo werden. († 2011)
- 21. September – Michael Kehlmann, österreichischer Schauspieler und Regisseur, zahlreiche Literaturverfilmungen (besonders Joseph Roth) für das Fernsehen (u. a. Hiob, Radetzkymarsch, Das falsche Gewicht) wird in Wien geboren († 2005).
- 10. Oktober – Dana Elcar, US-amerikanischer Schauspieler und Seriendarsteller (MacGyver) wird in Ferndale (Michigan) geboren († 2005).
- 13. November – Ruth Kappelsberger, deutsche Fernsehansagerin und Schauspielerin (Königlich Bayerisches Amtsgericht, 1968–1972) wird in München geboren († 2014).
- 20. Oktober – Werner Kreindl, österreichischer Schauspieler (SOKO 5113, Fernsehserie seit 1976) wird in Wels geboren († 1992).

### Tag unbekannt
- Gerhard Klarner, ZDF-Nachrichtensprecher, wird in Leipzig geboren († 1990).